# Glatt navellav
Glatt navellav (Umbilicaria polyphylla) är en lavart som först beskrevs av L., och fick sitt nu gällande namn av Johann Christian Gottlob Baumgarten. Glatt navellav ingår i släktet Umbilicaria och familjen Umbilicariaceae.  Arten är reproducerande i Sverige. Inga underarter finns listade i Catalogue of Life.

## Bildgalleri

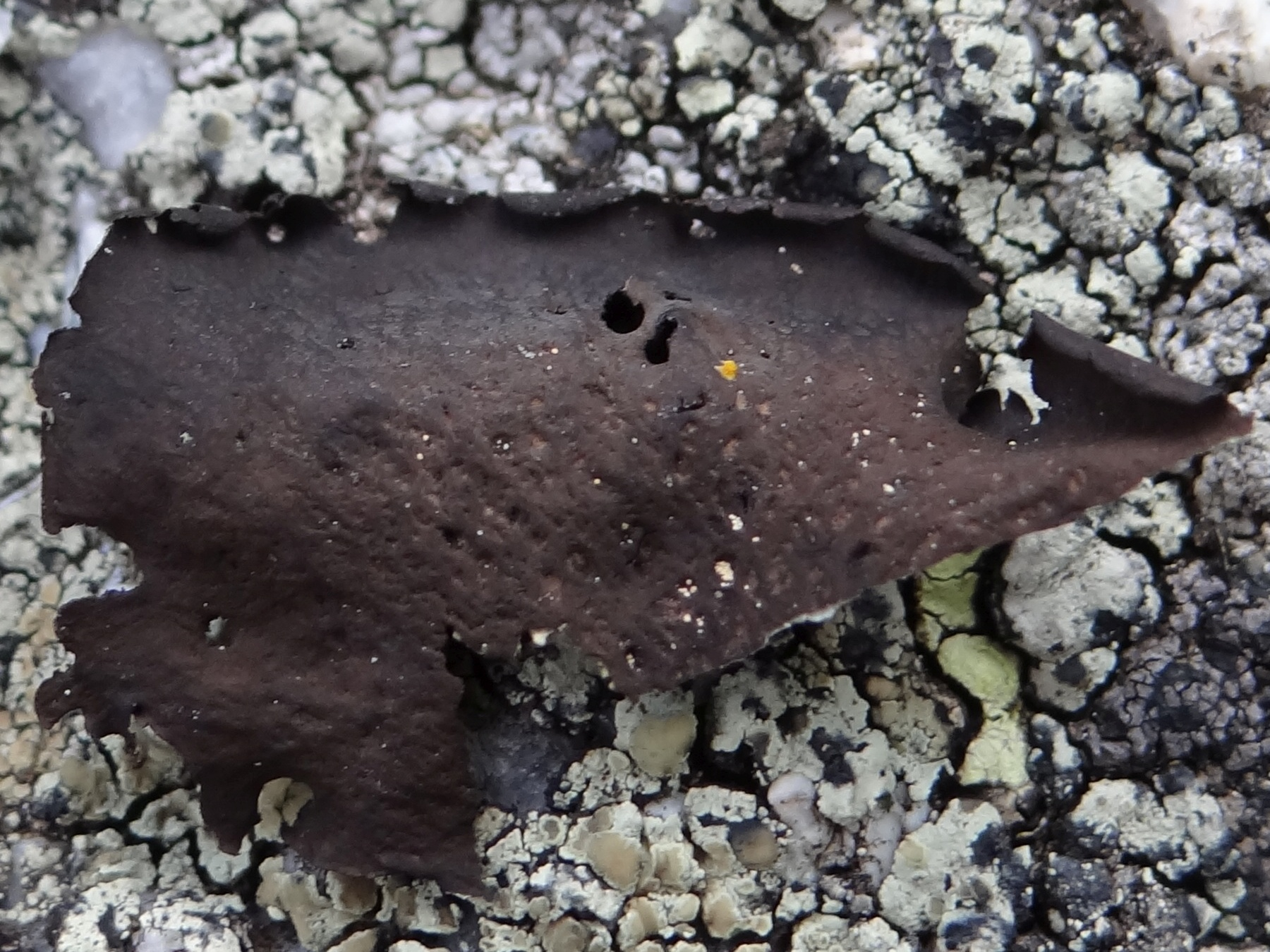